# Дромон
Дромон (грч.  = „тркач") је назив за најважнији ратни брод византијске ратне морнарице од 6. до 12. века. Дромони су се развили од древних трирема те су за погон користили весла и једра.
Градили су се у разним облицима и величинама, па су били дуги између 30 и 50 метара, односно широки између 5 и 7 метара. Имали су око 300 чланова посаде, укључујући маринце и веслаче.
Дромони су имали средишњи торањ (“xylokastron” = дрвени торањ) близу главног јарбола, одакле су маринци могли непријатеља гађати стрелама, копљима и другим пројектилима. Већина дромона била је опремљена с древним пламенобацачима (”syphonopho“-рами) који су по непријатељу деловали с грчком ватром и катапултима који су могли пројектиле од 500 kg избацити на даљину од 1000 метара. Многи дромони су били оклопљени, како би се заштититили од непријатељског кљуновог удара.

## Настанак и развој
Дромон (δρόμων, тркач) био је најпознатији византијски ратни брод на весла. Развио се из римске биреме. Први пут се помиње у Прокопијевом делу Историја ратова, у опису византијског поморског десанта на обалу северне Африке 533, у којем су учествовала и 92 дромона.
Појава и еволуција средњовековних ратних бродова је ствар дебате и нагађања; до недавно нису пронађени остаци ратног брода на весла из античког или раног средњег века и информације су се морале прикупити анализом литерарних доказа, грубих уметничких приказа и остатака неколико трговачких пловила (као што је Пантано Лонгарини олупина са Сицилије из 7. века, брод Јаси Ада из 7. века и олупина Серчи Лимана из 11. века). Тек археолошка ископавања из 2005–2006 за пројекат Мармари у луци Теодосије (данашњи Јеникапи) открила су остатке преко 36 византијских бродова од 6. до 10. века, укључујући четири лаке галије типа галеа.
Прихваћено гледиште је да су главни напредци који су разликовали ране дромоне од либурна и што је од тада карактерисао медитеранске галије усвајање пуне палубе (катастрома), напуштање овнова на прамцу у корист надводног огранка и постепено увођење латенских једара. Разлози за напуштање овна (лат. rostrum)) су нејасни. Прикази кљунова усмерених нагоре у ватиканском Вергилијевом рукопису из 4. века могу добро да илуструју да је ован већ био замењен остругом у касноримским галијама. Византинисти Џон Прајор и Елизабет Џефрис тврде да је сврха мамузе била да дозволи дромону да се попне на непријатељска весла и згњечи их, уништавајући његов погон, и истичу да је један од средњовековних латинских израза за мамузу, „калкар“, што је изведено од глагола „газити”. Једна од могућности је да је до промене дошло због постепене еволуције древне методе конструкције трупа са удубљењем и чепом, према којој су пројектовани овнови, у методу скелет-први, која је произвела јачи и флексибилнији труп, мање подложан на набијање. Почетком 7. века, првобитна функција овна је била заборављена, ако је судити по коментарима Исидора Севиљског да су коришћени за заштиту од судара са подводним стенама. Аутори сугеришу да су га у Медитеран унели Арапи, вероватно са крајњим пореклом из Индије. Откриће нових приказа и књижевних референци последњих деценија навело је научнике да усвоје ранији датум појаве латенског једра на Леванту као касни хеленистички или раног римског периода. Била је позната не само троугласта, већ и четвороугаона верзија, коришћена вековима (углавном на мањим пловилима) паралелно са квадратним једрима.
Велизаријева флота током Вандалског рата, како је описао Прокопије из Цезареје, очигледно је барем делимично била опремљена једрима од латена, што је чинило вероватним да је до тог времена латен постао стандардна опрема за дромона, са традиционалним квадратним једром које је постепено излазило из употребе у средњовековној навигацији. Ови дромони из 6. века били су бродови са једним палубом („монореме“) са вероватно 50 весала, распоређени са 25 весала на свакој страни. Опет, за разлику од хеленистичких бродова, који су користили потпорње, који су се пружали директно од трупа. У каснијим дромонима са две палубе („биреме“) у 9. и 10. веку, две нивоа весала (elasiai) су била подељена палубом, са првим нивоем весала испод и другим новоем весала изнад палубе; од ових веслача се очекивало да се боре са бродским маринцима у операцијама укрцавања. Грчки научник Христос Макрипуљас предлаже распоред од 25 веслача испод и 35 на палуби са обе стране за дромон од 120 веслача. Дужина ових бродова је вероватно била око 32 метра. Већина савремених пловила имала је један јарбол (хистос или катартион), већим бирема дромонима су вероватно била потребна најмање два јарбола за маневрисање, под претпоставком да би латенско једро за брод ове величине достигло неуправљиве димензије. Бродом се управљало помоћу два четвртина кормила на крми (prymnē), где се налазио и шатор (skēnē) који је покривао капетанов лежај (krab(b)at(t)os). Прамац (prōra) је имао издигнут форикасл (pseudopation), испод којег је избачен сифон за испуштање грчке ватре; секундарни сифони су такође могли да се носе у средини брода са обе стране. Павесаде (kastellōma), на који су маринци могли да окаче своје штитове, биле су постављени око бокова брода, пружајући заштиту посади на палуби. Већи бродови су такође имали дрвене замкове (xylokastra) са обе стране између јарбола, сличне онима осведоченим за римске либурне, пружајући стрелцима подигнуте платформе за испаљивање. Прамчана оструга (peronion) је била намењена да зајаши преко весала непријатељског брода, ломи их и учини пловило беспомоћним против лансирне ватре и укрцавања.
Четири galeai брода откривена у ископавањима Јеникапи, која датирају из 10–11 века, су једнообразног дизајна и конструкције, што указује на централизовану производњу. Имају дужину од око 30 m (98 ft), а изграђени су од европског црног бора и оријенталног платана.

## Варијанте
До 10. века постојале су три главне класе биремских ратних бродова општег типа дромона, као што је детаљно описано у инвентарима за експедиције послате против Емирата Крита 911. и 949. године: [chelandion] ousiakon ([χελάνδιον] οὑσιακόν), тако назван јер је у њему било 108 људи; [chelandion] pamphylon ([χελάνδιον] πάμφυλον), са посадом до 120–160 људи, његово име или указује на порекло из региона Памфилије као транспортни брод или његову посаду са „изабраним посадама“ (од πᾶν+φῦλον „сва племена“); и прави дромон, са посадом од два ousiai. У De Ceremoniis Константина VII, за тешки дромон се каже да има још већу посаду од 230 веслача и 70 маринаца; поморски стручњак Џон Х. Прајор сматра их као прекобројне посаде које се носе на броду, док Макрипуљас сугерише да додатни људи одговарају другом веслачу на сваком од весла на горњој палуби. Мањи брод са једном палубом, monērēs (μονήρης, „с једном палубом“) или galea (γαλέα, од чега потиче израз „галија“), са посадом од око 60 људи, коришћен је за извиђачке мисије, али и на крилима борбене линије.
Дромони са три палубе („триреме“) описани су у делу из 10. века посвећеном паракоимоменосу Василију Лекапеносу. Међутим, ова расправа, која је сачувана само у фрагментима, у великој мери се ослања на референце о изгледу и конструкцији класичне грчке триреме, и стога се мора пажљиво користити када се покушава применити на ратне бродове средњег византијског периода. Постојање триремних бродова је, међутим, потврђено у Фатимидској морнарици у 11. и 12. веку, а референце које је Лав VI дао на велике арапске бродове у 10. веку такође могу указивати на триремне галије.
За транспорт терета, Византинци су обично преузимали обична трговачка пловила као транспортне бродове (phortēgoi) или бродове за снабдевање (skeuophora). Сматра се да су то углавном били једрењаци, а не пловила на весла. Византинци и Арапи су такође користили коњске транспорте (hippagōga), који су били једрењаци или галије, а ове последње су свакако модификоване да би могле да прихвате коње. С обзиром на то да је хеландија првобитно служила за транспорт коња на весла, то би имплицирало разлике у конструкцији између хеландије и правог дромона, термина који се иначе често користе неселективно у књижевним изворима. Док је дромон развијен искључиво као ратна галија, хеландија је морала да има посебан одељак у средини брода да би могла да прими ред коња, повећавајући њену ширину и дубину газа.

## Опис
Према опису византијског цара Лава VI Мудрог у Тактици из 9. века, био је дуг око 40, широк 5, а висок 5 м. Имао је у 2 реда по 25 весала, а на свако весло обично по 2 веслача. Горњи веслачи, уједно и борци, налазили су се на палуби, а доњи под њом. Један до два јарбола, постављена у средини брода, носила су косе крижеве са латинским (троугластим) једрима. Висок и затворен прамац завршавао се четвртастим каштелом, на чијој су се платформи налазили сифони (нагнуте цеви или фигура животињске главе) кроз које се уз велику буку и дим сипала на непријатељски брод запаљива течност - грчка ватра.
У средини брода била је смештена дрвена кула на којој су се налазили наоружани војници и бацачке справе. Прамчана статва имала је уграђен масиван кљун у висини водене линије. Високо узвијена крма носила је на боковима по једно кратко и широко весло за кормиларење. Од удара кљуном бродски труп је био заштићен гредама које су га опасивале у висини водене линије. За заштиту од стрела и ватре коришћени су мокри покривачи од дебеле коже.

## Подела
По величини и броју веслача цар Лав Мудри (886-912) дели дромоне у велики, средњи и мали тип. Прва два (са 2 реда весала) представљала су капитални брод византијске флоте, а мале покретљиве galeae са једним редом весала служиле су за борбено обезбеђење. Велики дромон имао је око 200 веслача и 60 војника, а средњи 100 веслача и 35 војника.

## Нестанак
Пропашћу Византијског царства дромони ишчезавају као класа ратног брода.